# Wieringerwaard
Wieringerwaard est un polder et un village situé dans la commune néerlandaise de Hollands Kroon, dans la province de la Hollande-Septentrionale. Le 1er janvier 2008, le village comptait 2 316 habitants.
Le 1er août 1970, la commune de Wieringerwaard est rattachée à Barsingerhorn. Depuis 1990, le village fait partie de la commune d'Anna Paulowna.

## Notes et références

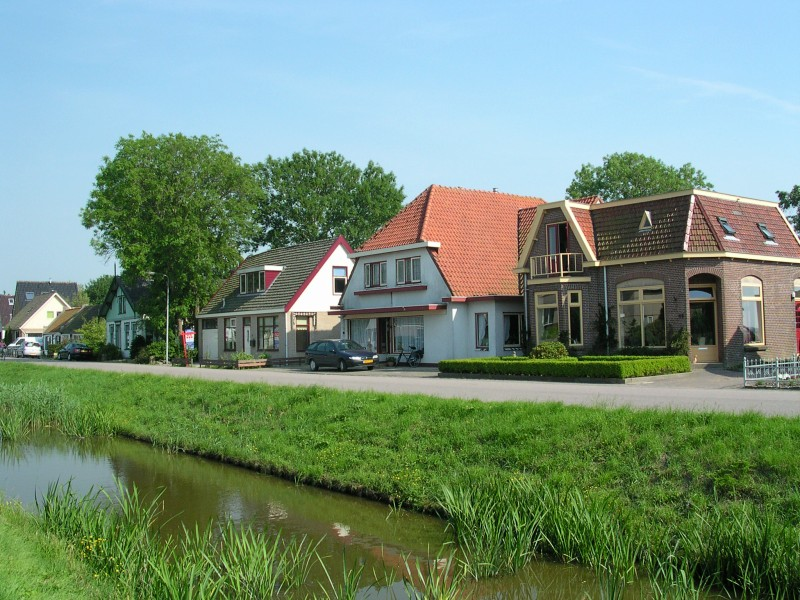
Wieringerwaard en 2006